# Маслов, Сергей Ильич
Сергей Ильич Маслов  (род. 21 сентября 1946 года) — специалист в области электротехники. Доктор технических наук, профессор кафедры «Электротехнических комплексов автономных объектов и электрического транспорта» Московского энергетического института (МЭИ ТУ).

## Биография
Сергей Ильич Маслов родился 21 сентября 1946 года. В 1971 году окончил Московский энергетический институт. Учился на кафедре Электроснабжения и электрооборудования летательных аппаратов (в настоящее время — кафедра Электротехнических комплексов автономных объектов и электрического транспорта) Электромеханического факультета.
По окончании института был оставлен для работы на кафедре. Работая в московском энергетическом институте занимал должности: ассистента (1976), старшего преподавателя (1979), доцента (1982), профессора (1992), заведующего кафедрой (1995—2013). С 2002 по 2013 год был проректором МЭИ по дополнительным формам образования. В настоящее время работает Советником при ректорате института, директором программы развития НИУ «МЭИ».
Сергей Ильич Маслов в 1976 году защитил кандидатскую диссертацию. Получил ученую степень кандидата технических наук, с 1984 года — доцент. В 1990 году защитил докторскую диссертацию на тему: «Синтез процесса и алгоритмов автоматизированного проектирования электромеханических устройств и их реализация в САПР». В 1991 году получил ученую степень доктора технических наук и с 1993 года — звание профессора.
Маслов С. И. руководит работой аспирантов МЭИ, является научным консультантом докторантов института. Под его руководством в МЭИ было подготовлено и защищено 6 кандидатских диссертаций (Сизякин А. В. «Разработка и исследование энергосберегающего электропривода на базе гистерезисного двигателя с питанием от однофазной сети» и др.), был научным консультантом по докторской диссертации, защищённой в 2006 году.
В должности проректора МЭИ Маслов С. И. вёл программу инновационного развития МЭИ, одновременно он является членом редколлегии журнала Вестник Московского энергетического института.

## Награды и звания
- Лауреат премии Президента Российской Федерации в области образования[2]
- Почётный деятель науки и техники РФ[источник не указан 1068 дней]
- Медаль «В память 850-летия Москвы»[источник не указан 1068 дней]

## Труды
- Российское инженерное образование: вызовы и новые подходы на основе информационных технологий. С. И. Маслов, С. В. Серебрянников, А. И. Тихонов. Журнал Открытое образование № 6/2012.
- Маслов С. И. Информатизация как неотъемлемый компонент современного инженерного образования// Труды Международной научно-методической конференции «Информатизация инженерного образования» ИНФОРИНО-2012 (Москва, 10-11 апреля 2012 г.). — М.: Издательский дом МЭИ, 2012. — С. 79-82.
- Новый подход к инженерному образованию: теория и практика открытого доступа к распределенным информационным и техническим ресурсам / Ю. В. Арбузов, В. Н. Леньшин, С. И. Маслов и др. — М.: Центр-Пресс, 2000.
- О влиянии топологии и числа фаз якорной обмотки на показатели качества вентильного генератора. МАСЛОВ С. И., МЫЦЫК Г. С., ХЛАИНГ МИН У, ЯН НАЙНГ МЬИНТ.
- Сизякин A. B., Маслов С. И., Делекторский Б. А., Останин С. Ю. Исследование схем включения однофазного конденсаторного синхронного гистерезисного электродвигателя// Радиоэлектроника, электротехника и энергетика. Шестнадцатая межд. науч.-техн. конф. студ и асп.: Тез. докл. М.: Издательский дом МЭИ, 2010, т. 2, с 77-79.